# غلوريا باول
غلوريا باول (بالإنجليزية: Gloria Paul)‏ (و. 1940 – م) هي ممثلة، ومغنية، من المملكة المتحدة، ولدت في لندن.

## وصلات خارجية
- غلوريا باول على موقع IMDb (الإنجليزية)
- غلوريا باول على موقع ألو سيني (الفرنسية)
- غلوريا باول على موقع أول موفي (الإنجليزية)
- غلوريا باول على موقع قاعدة بيانات الأفلام السويدية (السويدية)
- غلوريا باول على موقع قاعدة بيانات الفيلم (الإنجليزية)
- غلوريا باول على موقع كينوبويسك (الروسية)